# Aylton Escobar
Aylton Escobar (São Paulo, 14 de outubro de 1943) é um compositor e maestro brasileiro. Ocupa a cadeira n.º 25 da Academia Brasileira de Música.

## Biografia
Foi aluno de Osvaldo Lacerda e Camargo Guarnieri na Academia Paulista de Música, onde estudou composição. Aperfeiçoou-se em Nova York em música eletrônica, com Vladimir Ussachevsky. Seus estudos de piano foram feitos com Lúcia Branco, responsável pela formação de toda uma geração de grandes pianistas brasileiros. Camargo Guarnieri foi seu professor de composição e suas aulas de regência foram feitas com Alceo Bocchino e Francisco Mignone. Estudou música eletroacústica nos Estados Unidos, na Universidade Columbia, em Nova York. 
Suas obras já foram interpretadas em teatros de cidades como Paris, Toledo e Zagreb, e foram premiadas diversas vezes nos Festivais de Música Guanabara e pela Associação Paulista de Críticos de Arte, além de receber menções em instituições de prestígio como a Rádio de Viena. 
Sua carreira como regente também é intensa, dividida entre concertos como maestro convidado e postos à frente de grupos como a Orquestra Sinfônica de Minas Gerais, a Filarmônica Norte/Nordeste do Brasil e a Orquestra Sinfônica de Campinas. 
Em 2012 o Coro da Orquestra Sinfônica do Estado de São Paulo, sob regência de Naomi Munakata gravou o CD Aylton Escobar Obras para Coro. .

## Obras
- Seresta Opus Um para piano 4 mãos (Londrina.1970) [3]
- Obras para Coro
- Assembly para piano e mídia sonora [4]

## Ligações
- Secretaria de Estado da Cultura de Sergipe
- Movimento.com